# Уилям Бътлър Йейтс
Уилям Бътлър Йейтс (на английски: William Butler Yeats) е ирландски поет, есеист, критик и драматург, една от най-изтъкнатите фигури в европейската литература през ХХ век.
Той е главна движеща сила на Ирландското литературно възраждане и – редом с лейди Огаста Грегъри, Едуард Мартин и др. – основател и първи директор на Абатския театър (Abbey Theatre), известен впоследствие като Ирландски национален театър. През 1923 г. става първият ирландец, носител на Нобелова награда за литература, за своята „вдъхновена поезия, която във високохудожествена форма дава израз на духа на цяла една нация“, по думите на Нобеловия комитет. Йейтс е един от малцината писатели, които пишат най-значимите си произведения, след като са удостоени с Нобеловата награда. Такива са Кулата (The Tower, 1928) и Витата стълба (The Winding Stair and Other Poems, 1929). Много добър приятел е с американския поет емигрант Езра Паунд. Автор е на предговора към английския превод на стихосбирката „Гитанджали“ (1912) от Рабиндранат Тагор, който през 1923 г. става първият неевропеец, носител на Нобелова награда за литература.
Родом от Дъблин, той учи там и в Лондон. Като млад изучава поезия и от дете има силно влечение към ирландските легенди и окултизма. Тези теми присъстват в първия период на творчеството му, който трае общо-взето до края ХIХ век. Публикува първата си стихосбирка през 1889 г. Плавният лиричен ритъм на стихотворенията в нея е белег за влиянието на Едмънд Спенсър, Пърси Биш Шели и поетите прерафаелити. След 1900 г. поезията на Йейтс придобива по-материална и реалистична форма. Той до голяма степен се отрича от младежкия си трансцендентализъм, но продължава да го занимава въпросът за материалните и духовните маски на личността, както и теориите за цикличността на живота.

## Биография

### Младост
Уилям Бътлър Йейтс е роден в крайбрежното градче Сендимаунт (Sandymount), на 3 – 4 км източно от Дъблин, Ирландия. Баща му, Джон Бътлър Йейтс (1839 – 1922), е потомък на Джервис Йейтс, войник от армията на крал Уилям III Оранжки, търговец на ленено платно и известен художник, който умира през 1712 г. Неговият внук Бенджамин през 1773 г. се жени за Мери Бътлър, която е от земевладелски род в област Килдеър (Kildare) и потомка на първите графове Ормънд. След брака семейството възприема нейната фамилия като част от името си.
Когато се оженва, бащата Джон Йейтс следва право, но го изоставя, за да изучава живопис в лондонския художествен колеж „Хидърли“. Майката, Сюзан Мери Поликсфен, произхожда от заможен търговски род от Слайго, главен град на областта Слайго в Северозападна Ирландия. Скоро след раждането на Уилям семейството се премества в дома на Поликсфенови в Мервил, Слайго, където живеят многобройни техни роднини. Семейството редовно прекарва там летните и есенните месеци. Бъдещият поет възприема околната живописна местност като духовния дом на своето детство. С течение на времето нейните пейзажи и митични предания ще се превърнат и буквално, и символично, в неговата „земя на сърцето ми“. Другите деца в семейството също имат изявени артистични наклонности. По-младият му брат Джон „Джак“ Бътлър Йейтс става виден художник и декоратор, пише пиеси и романи, в които прилага похвата поток на съзнанието, близък приятел е на Самюъл Бекет. Сестрите Сюзан Мери (Лили) и Елизабет (Лоли) участват активно в международното движение за декоративно изкуство „Изкуства и занаяти“.
През 1867 г. семейството се премества в Англия, където бащата иска да започне да работи като художник. Първоначално децата се възпитават вкъщи, където майката им разказва истории и ирландски приказки. През януари 1877 г. Уилям постъпва в училището „Годолфин и Латимър“ в Западен Лондон, където учи четири години. Не се отличава като ученик, има трудности в изучаването на езици (вероятно поради проблемите си със слуха), но проявява силен интерес към биологията и зоологията. Поради финансови причини, в края на 1880 г. семейството се завръща в Дъблин. През 1881 г. Уилям продължава образованието си в дъблинската гимназия „Еразъм Смит“. Започва да пише поезия и през март 1885 г. публикува първите си две стихотворения – „Песента на феите“ ('Song of the Faeries') и „Гласове“ ('Voices'), известно по-късно като „Робата, корабът и обущата“ ('Cloak, Boat and Shoes') в сп. Dublin University Review. На 16 юни 1885 г. ръководи учредителната сбирка на Дъблинското херметично общество. От май 1884 г. до април 1886 г. учи в Градското художествено училище (Metropolitan School of Art) – сега Национален колеж по изкуство и дизайн (National College of Art and Design). Вече публикува редовно в Dublin University Review, Irish Fireside и други дъблински издания. През октомври 1886 г. излиза първото му самостоятелно издание – драмата „Мосада“. По същото време публикува двете части на статията си „Поезията на сър Самюъл Фергюсън“ („The Poetry of Sir Samuel Ferguson“). Въпреки че пише под силното въздействие на Пърси Шели, Едмънд Спенсър и поетите прерафаелити, скоро Йейтс ще се пренасочи към ирландската митология и фолклор, както и към поезията на Уилям Блейк.

### Навлизане в поезията
През 1887 г. семейството се завръща в Лондон. Йейтс се присъединява към Херметическия орден на Златната зора през март 1890 г. Заедно с Ърнест Рис, същата година основава клуба Стихоплети (Rhymers) – група лондонски поети, които се събират редовно в една кръчма на „Флийт стрийт“, за да четат свои стихове. Работи заедно с Едуин Елис върху първото пълно издание на произведенията на Уилям Блейк и в хода на работата преоткрива забравената поема „Вала или четирите зои“. По-късно, в есе върху Шели, той пише: „Препрочетох „Освободеният Прометей“... и ми се струва, че нейното място сред свещените книги на света е още по-сигурно, отколкото си мислех.“
През целия си живот Йейтс се интересува от мистицизъм, спиритуализъм, окултизъм и астрология. В 1911 г. става член на Клуба на призрака (The Ghost Club) – организация за проучване на паранормални явления. Особено силно влияние върху него оказват съчиненията на Емануел Сведенборг.
През 1892 г. той пише: „Ако не се занимавах непрекъснато с магическото, нямаше да напиша нито една дума от книгата ми за Блейк, нито пък „Контеса Катлийн“(The Countess Kathleen, 1892) щеше да съществува. Мистичният живот е в центъра на всичко, което правя. Той е всичко, за което си мисля, всичко за което пиша.“ Неговите мистични интереси са вдъхновени също от хиндуизма. Интересът към окултното формира голяма част от неговата късна поезия. Някои от критиците на Йейтс, като Уистън Хю Одън (Wystan Hugh Auden), критикуват този аспект от поезията му. Нарича го „плачевното зрелище на зрял мъж, зает с „мъмбо-джъмбото“ на магията и безсмислиците на Индия“.
Първата му подписана поема е „Островът на статуите“ (The Island of Statues). Това е фантастична творба, която е взела като поетически модел творбите на Едмънд Спенсър (Edmund Spenser) и Шели (Pecry Bysse Shelley). Творбата е публикувана във вестника на дъблинския университет. Йейтс иска да я включи в първия си сборник, но тя се оказва прекалено дълга. В крайна сметка тя така и не е препубликувана през целия живот на Йейтс. Издателството „Quinx Books“ публикува поемата в пълния ѝ вид едва през 2014 г. Първата му самостоятелна творба е памфлетът „Мосада: Драматична поема“ (Mosada: A Dramatic Poem, 1886). Тя се разпространява в 100 екземпляра, с помощта на бащата на Йейтс. Творбата е последвана от сборника „Скитанията на Ойзин“ (The Wanderings of Oisin) и „Други поеми“ (Other poems, 1889). Според биографът на Йейтс, Робърт Фитзрой Фостър (Robert Fitzroy 'Roy' Foster) „Скитанията на Ойзин“ съдържа „объркващи галски имена, поразителни повторения и непрестанен ритъм, с едва доловими разнообразия, докато поемата ни пренася през три секции.“
„Скитанията на Ойзин“ е основана на текстове от ирландската митология и изобразява влиянията върху Йейтс на поетите прерафаелити и на сър Самюел Фъргюсън. Поемата отнема на поета две години и е една от малкото творби от ранния му период, от които той не се отрича в зрелостта си. Тя представя една тема, която става изключително важна впоследствие. Това е темата за разликата между привлекателността на живота като съзерцания, противопоставена на идеята за самото живеене на живота. Йейтс никога не пиша друга толкова дълга поема. В ранния си период той пише поеми с основни теми за любовта, мистицизма, езотериката. Част от заглавията са „Поеми“ (Poems, 1895), „Тайната роза“ (The Secret Rose, 1897), „Вятърът между тръстиките“ (The Wind Among the Reeds, 1899).
През 1885 г. Йейтс попада в „Дъблинското херметично общество“. Общността провежда първата си сбирка на 16 юни. На нея Йейтс е председател. По-късно той е силно привлечен към теософското общество, към херметизма. По-късно, през 1890 г., той става част от обществото „Златната зора“ (Golden Dawn). Той приема тяхното мото, което гласи „Daemon est Deus inversus“. В превод то означава „Дяволът е преобърнат Бог“ или „Демонът е отражение на бог.“ Той е бил активен член на дори на секта. Довел е в кръговете на сектата Джордж Поликфен (George Pollexfen), Мод Гон (Maud Gonne) и Флорънс Фарн (Florence Farr). Също така той развива неприязън към абстрактните и догматични религии, изградени около култове към личности. Въпреки това, той харесва типажа хора, които среща в „Златна зора“. Той е участвал в борбите за власт на Ордена, заедно с Фар и Макгрегър Метърс (Farr Mathers, Macgregor Mathers). Това негово въвличане се случва, когато Метърс изпраща Алейстър Кроули (Aleister Crowley) да представлява „Златната зора“ по време на „Battle of Blythe Road“.

### Мод Гон
През 1889 г. Йейтс се запознава с Мод Гон. Тя е 23-годишна английска наследница и ревностна ирландска националистка. Гон е осемнадесет месеца по-млада от Йейтс. Гон се възхищавала на „Островът на статуите“. Йейтс развил обсесивно увлечение към нейната красота и начин на изразяване. Това се отразило на поезията му след запознанството им. Любовта на Йейтс остава несподелена, което отчасти се държи на нежеланието му да се присъедини към националистическия ѝ активизъм.
През 1891 г. той посещава Гон в Ирландия и ѝ предлага брак. Тя му отказва. По-късно той казва, че от този момент нататък „тревожността в живота му“ започнала. Йейтс предлага на Мод Гон още три пъти – през 1899 г., 1900 г. и 1901 г. Тя отказва всяко от предложенията му и през 1903 г., за негов ужас, се омъжва за ирландския националист майор Джон Макбрайд (Major John MacBride). Неговата друга единствена любовна афера през този период се казвала Оливия Шекспир (Olivia Shakespear), която той срещнал през 1894 г. и се разделил с нея през 1897 г.
Имало две главни причини за ужаса на Йейтс. Изгубвайки музата си, това би го направило глупав пред обществеността. Йейтс мразел Макбрайд и непрекъснато се стремял да го осмива и унизява, както в писмата, така и в поезията си. Втората причина за презрението на Йейтс е свързана с факта, че Мод имала връзка с католицизма, който Йейтс ненавиждал. Той смятал, че неговата муза може да попадне под влиянието на свещеници и да започне да изпълнява техните заповеди. Бракът, както предположили приятели и познати, отрано се оказал бедствие. Когато Мод започнала да посещава Йейтс в Лондон, това му се харесало. След раждането на нейния син, Шон МакБрайд (Sean MacBride), през 1904 г., тя и съпругът ѝ се споразумяват да сложат край на брака си, макар че не успяват да се споразумеят за попечителството над детето. Краят на брака е поставен в Париж през 1905 г. Мод прави серия от изказвания против своя съпруг. Йейтс я подкрепя, макар че не е в Париж по време на делото. Разводът приключва, като Мод печели попечителството, а за Джон остават права за посещения на детето. По това време приятелството на Гон и Йейтс продължава, като в Париж през 1908 г., те най-накрая консумират връзката си. „Дългите години на вярност са възнаградени най-сетне“ е един от изразите, с които някои описват събитието. Йейтс е далеч по-малко сантиментален относно събитието и по-късно го описва като казва „Трагедията на сексуалния акт е вечната девственост на душата.“ Връзката им не се развива на по-високо ниво след нощта, прекарана заедно. Малко по-късно Гон обявява, че въпреки физическите отношения, те не могат да продължават както дотогава. Тя изразява надежда Йейтс да се абстрахира от физическото желание към тялото ѝ и дори казва, че ще се моли за това. До януари 1909 Гон изпращала писма, възхваляващи творци, които се въздръжат от секса. Почти двадесет години по-късно, Йейтс отразява нощта, прекарана с Гон, в своята поема „A Man Young and Old“.
През 1896 г. е представен на лейди Огъста Грегъри (Lady Augusta Gregory). Запознава ги техният общ приятел Едуард Мартин (Edward Martyn). Лейди Грегъри окуражава национализма на Йейтс и го убеждава да продължи да се фокусира върху писането на драма. Въпреки че е повлиян от френския символизъм, Йейтс се концентрира върху ирландското съдържание, което вдъхновява следващото поколение ирландски творци за същото. Заедно с Мартин, лейди Грегъри и други автори, включително Джон Милингтън Синдж (J.M.Synge), Шон О‘Кейси (Sean O’Casey) и Падрейк Колъм (Padraic Colum) Йейтс е един от основателите, отговорни за създаването на „Ирландско литературно възраждане“ („Irish Literary Revival“). Отделно от тези автори, голяма част от тласъка на това Възраждане идва от работата на научните преводачи, които се занимават с откриването на древни предания, осианска поезия и особеностите на малко по-съвременните ирландски народни песни. Един от най-бележитите откриватели е Дъглас Хайд (Douglas Hyde), който по-късно става първият президент на Ирландия и чиито „Любовни песни от Конахт“ (Love Songs of Connacht) са високо оценени.

### „Абатски театър“
През 1899 г. Йейтс, лейди Огъста Грегъри, Едуард Мартин и Джордж Муур основават „Ирландски литературен театър“. Той е основан основно за да се представят ирландски и келтски пиеси. Идеята за театъра е взета от френския авангард. Авангардът на френския театър поставя акцент върху надмощието на драматурга. Манифестът на групата, който Йейтс обявява, гласи следното: „Надяваме се да открием в Ирландия непокварена и творчески настроена аудитория, която е заинтригувана от страстта на разказвача... Трябва да намерим и тази свобода да се експериментира, която не е открита в театрите в Англия и без която не може да се постигне никакъв напредък в изкуството на литературата.“
Колективът се задържа за две години в този състав, но съществуването не е особено успешно. Те работят с двама ирландци, братята Уилям и Франк Фей (William Fay, Frank Fay). Работят с Ани Хорниман (Annie Horniman), както и актрисата Флорънс Фар (Florence Farr), която е сред най-известните актриси тогава. В този състав се основава дружеството „Общество на ирландския национален театър“ (Irish National Theatre Society). По-късно в Дъблин, на 27 декември 1904 отваря „Абатски театър“ (Abbey Teatre). През първата нощ на театъра се изиграват две пиеси – „Катрин и Хуликан“ (Cathleen Ní Houlihan), на Йейтс и „Разпространяване на новината“ (Spreading the News) на лейди Грегъри. Йейтс участва в управлението на театъра до своята смърт, както като член на борда на собствениците, така и като автор на пиеси. През 1902 г. той помага на „Дън Емер Прес“ (Dun Emer Press) да публикува автори, подкрепени от дружеството. Тази дейност се превръща в „Куала Прес“ (Cuala Press) през 1904 г. Слоганът на издателството е: „Да намери работа на талантливите ирландски писатели и създаването на красиви неща.“ Оттогава до закриването през 1946 г. издателството публикува повече от 70 заглавия.
През 1909 г. Йейтс се среща с американския поет Езра Паунд (Ezra Pound). Паунд пътувал до Лондон отчасти за да се срещне с по-възрастния мъж, който той определял като „единствения поет, който си струва сериозно изучаване“. От тази година до 1916 г. мъжете зачестяват срещите си, като Паунд се превръща в нещо като секретар на Йейтс. Отношенията им охладняват, след като Паунд прави неодобрени промени върху една творба на Йейтс, публикувана в списание „Поезия“ (Poetry). Това провокира у Паунд неприязън към викторианската прозодия. Още индиректно влияние той получава от стипендията за пиесите по модел Japanese Noh, която той получава от вдовицата на Ърнест Фенолоса (Ernest Fenollosa), Пиесите трябва да са написани като аристократични драми. Първата пиеса, написана по този модел, е At the Hawk's Well, която първоначално Йейтс диктува на Паунд през януари 1916 г.
Появата на националистическо революционно движение от редиците на римокатолическата ниска и средна класа кара Йейтс да направи преоценка на някои от възгледите си. В част от текста си „Великден“ (Easter, 1916) Йейтс признава неуспеха си да разпознае достойнствата на лидерите на „Easter Rising“, единствено поради неговите предразсъдъци към техния произход и живот.

### Политически възгледи
Йейтс е ирландски националист по душа. Той обаче издирва традиционен начин на живот, представата си за който описва чрез своите творби, например „Рибарят“ (The Fisherman).
През целия си живот той пази своя революционен дух, но се дистанцира от протичащия активен политически живот до 1922 г. През тази година той се кандидатира за сенатор на Ирландския свободен щат (Irish Free State). През по-ранните години на живота си Йейтс е член на Ирландското републиканско братство (Irish Republican Brotherhood). Ескалиращото напрежение на политическата сцена кара Йейтс да се дистанцира от ранна активна политическа дейност.

### Брак с Джорджина Хайд-Лийз
През 1916 г. Йейтс е вече 51-годишен. Предлагал е многократно брак на Мод Гон и след нейния последен отказ през същата 1916 г., той най-накрая спира да настоява. В крайна сметка се оказва, че въпреки нейния неуспешен брак, тя не желае да се омъжи повторно, както е смятал Йейтс. Нейното минало като политически активист, както и катаклизмите в личния ѝ живот, включващи пристрастяване към хлороформ и проблемен брак, я правят неподходяща за съпруга. Това твърдение изказва биографът Фостър. Той смята, че желанието на Йейтс за брак с Гон е предизвикано по-скоро от чувство за дълг, отколкото от някакви вътрешни емоции. Последното предложение, дължащо се на учтивост, било също така учтиво и категорично отклонено както всеки път. Изненадващо обаче желанието за брак на Йейтс се премества от Мод Гон към нейната дъщеря. Изолд Гон (Iseuld Gonne) била второто дете на Мод Гон и по онова време била 21-годишна. До този момент тя била живяла тъжен живот, прекаран основно в грижи към нейния кратко живял брат. През първите години от живота си, тя била представяна като осиновената племенница на своята майка. Когато ѝ казала, че ще се жени, дъщерята се разплакала и казала на майка си, че мрази Джон Макбрайд. На 15 тя предложила брак на Йейтс. През 1917 г. той ѝ предложил, но получил отказ.
Същия септември Йейтс предлага брак на 25-годишната Джодржина Хайд-Лийз (Georgie Hyde Lees), която среща чрез общата им позната Оливия Шекспир. Въпреки предупрежденията на всичките ѝ приятели, те се женят на 20 октомври. Техният брак е успешен, въпреки сериозната разлика във възрастта и въпреки съжаленията и угризенията на Йейтс по време на медения им месец. Двойката има две деца – Анн и Майкъл (Ann Yeats, Michel Yeats). Въпреки че по време на брака Йейтс има няколко любовни увлечения и може би афери, съпругата му пише за него: „Когато умреш, хората ще говорят за теб и любовните ти афери, но аз няма да кажа нищо. Само ще си спомня колко горд беше ти.“
По време на първите години от брака им двамата експериментират върху така нареченото автоматично писане. Йейтс изпадал в транс, твърдял, че получава „инструкции“ и така пишел творбите си. Това писане било свързано с езотериката, различни философски учения, спиритизъм, използване на геометрични фигури и други. Йейтс посветил доста време в редакция на този си тип творби, преди да ги публикува под заглавието „Видение“ (A Vision, 1925).

### Нобелова награда
През декември 1923 г. Йейтс е отличен с Нобелова награда за литература. Тя е присъдена за неговата „вечно вдъхновена поезия, чиято висока артистичност дава израз на духа на цяла една нация. „Символистичната стойност на Йейтс като ирландски автор, толкова скоро след извоюването на ирландската независимост, се подчертава и възхвалява при всяка една възможност. На много от писмата, съдържащи поздравления за наградата, той отговаря с думите: „Мисля, че тази чест ми е оказана не толкова заради моята индивидуалност, колкото за представянето ми на ирландската литература, като част от европейското приветстване на Ирландския свободен щат.“ Йейтс приема поканата за лекция в „Шведска кралска академия“ (Royal Academy of Sweden), за да представи себе си като представител на ирландския национализъм и ирландската културна независимост. Както самият той отбелязва: „Дъблинският театър беше просто празна сграда, а ние искахме там да има ирландски актьори и ирландски пиеси. Когато мислехме за тези пиеси, ние мислехме за всичко романтично и поетическо, защото национализмът, който имахме, беше точно такъв – романтичен и поетически. Както национализмът на всяко поколение след нас в моменти на обезкуражение.“ Наградата се отразява добре на продажбите на Йейтс, а неговият издател се опитва да се възползва от публичността. За първи път в живота си Йейтс разполага с повече средства. С тях той погасява както своите дългове, така и тези на баща си.

### Последен житейски период и смърт
До началото на 1925 г. здравето на Йейтс е стабилно и той е почти завършил „Видение“ (творбата е датирана от 1925 г., макар че се появява през януари 1926 г., а почти веднага след публикуването, Йейтс започва да пише втори вариант). Йейтс е участник в първия ирландски сенат през 1922 г. и се кандидатира за втори мандат през 1925 г. Ангажиран е с дебатите покрай темата за развода и отношението към него на римокатолическото и протестантското течение в християнската религия. Йейтс изнася серия от речи, които атакуват амбициите на правителството и духовенството. Той свързва използваните от тях тактите с тези в „средновековна Испания“. Резултатите от дебатите се определят като „върховен публичен момент“ в политическата му кариера.
По време на присъствието си в Сената Йейтс предупреждава колегите си: „Ако позволите тази страна, Южна Ирландия, да бъде управлявана от римокатолическата църква и нейните идеи, никога няма да завладеете Севера. Ще разделите тази нация на две...“ Той казва за себе си и колегите си: „Ние не сме добри хора“. През 1924 г. председателства комисия, отговорна за дизайна на първата валута на Ирлански свободен щат. Поддържа тезата, че валутата трябва да изглежда „елегантна, земна и задължително неполитическа“. В крайна сметка се спират на работата на Пърси Меткалф (Percy Metcalfe). Йейтс е удовлетворен, въпреки че според него има малко изгубено „мускулно напрежение“ в крайните образи.
Йейтс напуска Сената през 1928 г., заради влошено здраве.
Към края на живота си, особено след краха на Уол Стрийт и Голямата депресия, които въвеждат въпроса дали демокрацията може да се справи с икономическите трудности, Йейтс се връща към своите аристократични симпатии. След Първата световна война той става скептик относно ефикасността на демократичното управление, както и очакваното политическо прегрупиране в Европа през призмата на тоталитарното управление.
През последните пет години от живота си Йейт бил очевидно жизнен, което било вдъхновено както от неговата поезия, така и от връзките му с по-млади жени. През този период той е въвлечен в романтични афери с поетесата и актриса Маргот Ръдък (Margot Ruddock), както и с писателката и журналистка Едел Манин (Ethel Mannin). Жизнената му енергия е вдъхновена от еротичните му преживявания и въпреки възрастта и влошеното си здраве, той остава плодовит автор. В писмо от 1935 г. отбелязва: „Намирам, че сегашната ми слабост е провокирана от втория пубертет, който прекарах, вследствие на операцията си. Ако пиша поезия сега, то тя ще бъде нещо съвсем различно от това, което съм писал досега.“ През 1936 г. той се ангажира с редакторството на Oxford Book of Modern Verse, 1892 – 1935.
Уилям Бътлър Йейтс умира в хотел „Hôtel Idéal Séjour“ във Франция, на 28 януари 1939 г. Погребението му е скромно и дискретно. Погребан е в гробището Roquebrune-Cap-Martin. Йейтс и съпругата му често обсъждат неговата смърт, като при тези разговори той категорично е против шумното публично погребение. Според съпругата му точните му думи били: „Когато умра, погребете ме там горе (Roquebrune) и година по-късно, когато вестниците вече са забравили за мен, ме изкопайте и отнесете в Слиго.“ През септември 1948 г. желанието му било изпълнено. Интересен факт е, че човекът, отговарящ за процедурата по преместването, е Шон МакБрайд, синът на Мод Гон, който по онова време е министър на външните работи. На надгробната плоча на Йейтс е изписана част от едно от последните му стихотворения.
Cast a cold
Eye
On Life, on Death.
Horseman, pass by!

## Стил
Йейтс е определян единодушно за една от най-важните фигури на литературата, писана на английски. Той е поет символист. В творчеството си използва загадъчни образи и символистични структури. Йейтс подбира думите си така, че да изразяват абстрактни мисли, изглеждайки звучни и значими. Неговите символи обикновено са свързани с физическия свят, но могат да бъдат и имагинерни. За разлика от другите модернисти, които експериментират със свободни стихове, Йейтс се е бил съвършен в боравенето с традиционни форми. Влиянието на модернизма се вижда в нарастващото пренебрегване на по-конвенционалната дикция от неговата по-ранна поезия. Той придобива афинитет към афористичния език и по-директния подход към различни теми, който все по-често характеризира поезията и пиесите му от средния му творчески период, включващи изданията „Седемте гори“ (In the Seven Woods), „Отговорности“ (Responsibilities) и „Зеленият шлем“ (The Green Helmet). Неговите по-късни творби са писани някак по-лично. Работата, писана през последните двайсет години от живота му, включва споменавания на неговия син и на дъщеря му, както и присъствие на метафората за порастването.
През 1929 г. посещава за последен път Тоор Балилей в провинция Галуей. Голяма част от живота си Йейтс прекарва извън Ирландия, въпреки че притежава къща в Дъблин. Той е многословен през последните си години, като пише поезия, пиеси и проза. През 1938 г. посещава за последен път „Абатски театър“, като гледа премиерата на своята пиеса „Чистилище“ (Purgatory). Неговата „Автобиография на Уилям Бътлър Йейтс“ (Autobiographies of William Butler Yeats) е публикувана същата година.
Докато по-ранната поезия на Йейтс е базирана върху ирландската митология и фолклор, по-късната му е обвързана с по-съвременни теми. Неговият стил преживява драматична трансформация. Неговото творчество се дели на три големи периода. Ранните му творби са повлияни от поетите прерафаелити, богато орнаментирани, а понякога (според критиците му) дори неестествени. Йейтс започва да пише епически поеми, като „Островът на статуите“ и „Скитанията на Ойзин“. Други негови ранни творби използват темата за любовта, мистичното и окултното. Поезията от средния му период показва явно отдръпване от прерафаелитското звучене. Наблюдава се и социална ирония.
Критиците, които се възхищават на работата му от средния период, я характеризират като еластична в ритъма си и понякога остро модернистична. Други я намират за слаба и лишена от въображение. По-късната поезия на Йейтс намира вдъхновение в мистичната система и Йейтс започва да работи под влиянието на спиритуализма. По много начини поезията възвръща вида на най-ранните му творби. Съществува опозиция между светския човек и този, ръкводен от духовността.
Някои критици твърдят, че Йейтс калибрира прехода между 19 и 20 в. с модернистична поезия както Пабло Пикасо (Pablo Picasso), докато други го свързват по-скоро с имената на Езра Паунд и Томас Елиът. Модернистите четат много популярната поема „Второто пришествие“ (The Second Coming) като прокламация за упадъка на европейската цивилизация. По-късно обаче критиците посочват, че поемата е израз на апокалиптично-мистичната теория на Йейтс.
Неговите най-важни сборници с поезия са „Зеленият шлем“(The Green Helmet, 1910) и „Отговорности“ (Responsibilities, 1914). По-зрели са творбите му „Кулата“ (The Tower, 1928), „Извитите стълби“ (The Winding Stair, 1929) и „Нови поеми“ (New Poems, 1938), които се превръщат в едни от най-важните творби в световната литература на 20 в.
Мистичните влечения и окултизмът са в основата на неговата късна поезия, която някои от критиците му определят като „липса на интелектуална правдоподобност“. Езотерична фундаменталност може да се открие във „Видение“ (A Vision).
Поемата му „Второто пришествие“ (The Second Coming) съдържа в себе си белези на някои от най-важните търения в литературата на 20 в. Поемата служи за вдъхновение на новелата „Нещата се разпадат“ (Things Fall Apart) от Чинуа Ачебе (Chinua Achebe).
Според някои тълкувания най-полулярните класи в Европа не са в състояние да защитят богатството на Европа от материалистичните масови движения. Йейтс вярва, че историята е циклична и неговото време затваря един кръг от човешката история, започнал с възникването на християнството.

## Избрана библиография
- The Wanderings of Oisin and Other Poems (1889)
- The Celtic Twilight (1893)
- The Lake Isle of Innisfree (1893)
- The land of heart's desire (1894)
- The secret rose (1897)
- The Wind Among the Reeds (1899)
- Cathleen ni Houlihan (1902)
- Ideas of Good and Evil (1903)
- In the Seven Woods (1904)
- Discoveries (1907)
- Deirdre (1907)
- The green helmet (1910)
- Responsibilities and Other Poems (1914)
- The Wild Swans at Coole (1917)
- Four Plays for Dancers (1921)
- Four Years (1921)
- The Cat and the Moon (1924)
- A Vision (1925, 1937)
- Autobiographies (1926)
- The Tower (1928)
- The Winding Stair and Other Poems (1929)
- Collected Plays (1934)

На български
- Кръвта и луната. Превод от английски Владимир Трендафилов. София: Народна култура, 1990
- Джон Шърман. Доя. Превод от английски Емил Минчев. София: Персей, 2015